# Saudoy
Saudoy és un municipi francès, situat al departament del Marne i a la regió del Gran Est. L'any 2007 tenia 346 habitants.

## Demografia

### Població
El 2007 la població de fet de Saudoy era de 346 persones. Hi havia 147 famílies, de les quals 26 eren unipersonals (11 homes vivint sols i 15 dones vivint soles), 68 parelles sense fills, 49 parelles amb fills i 4 famílies monoparentals amb fills.
La població ha evolucionat segons el següent gràfic:
Habitants censats

### Habitatges
El 2007 hi havia 197 habitatges, 145 eren l'habitatge principal de la família, 29 eren segones residències i 23 estaven desocupats. 194 eren cases i 1 era un apartament. Dels 145 habitatges principals, 129 estaven ocupats pels seus propietaris, 14 estaven llogats i ocupats pels llogaters i 2 estaven cedits a títol gratuït; 6 tenien dues cambres, 22 en tenien tres, 37 en tenien quatre i 80 en tenien cinc o més. 126 habitatges disposaven pel capbaix d'una plaça de pàrquing. A 54 habitatges hi havia un automòbil i a 83 n'hi havia dos o més.

### Piràmide de població
La piràmide de població per edats i sexe el 2009 era:
| Homes | Edats   | Dones |
| ----- | ------- | ----- |
| 0     | 95 o +  | 0     |
| 0     | 90 a 94 | 0     |
| 0     | 85 a 89 | 4     |
| 0     | 80 a 84 | 0     |
| 4     | 75 a 79 | 8     |
| 8     | 70 a 74 | 4     |
| 12    | 65 a 69 | 12    |
| 8     | 60 a 64 | 8     |
| 8     | 55 a 59 | 4     |
| 12    | 50 a 54 | 24    |
| 8     | 45 a 49 | 8     |
| 20    | 40 a 44 | 8     |
| 16    | 35 a 39 | 20    |
| 16    | 30 a 34 | 12    |
| 8     | 25 a 29 | 4     |
| 12    | 20 a 24 | 4     |
| 16    | 15 a 19 | 20    |
| 4     | 10 a 14 | 8     |
| 8     | 5 a 9   | 8     |
| 0     | 0 a 4   | 4     |

## Economia
El 2007 la població en edat de treballar era de 237 persones, 176 eren actives i 61 eren inactives. De les 176 persones actives 163 estaven ocupades (81 homes i 82 dones) i 13 estaven aturades (3 homes i 10 dones). De les 61 persones inactives 33 estaven jubilades, 17 estaven estudiant i 11 estaven classificades com a «altres inactius».

### Ingressos
El 2009 a Saudoy hi havia 153 unitats fiscals que integraven 376 persones, la mediana anual d'ingressos fiscals per persona era de 21.031 €.

### Activitats econòmiques
Dels 9 establiments que hi havia el 2007, 2 eren d'empreses alimentàries, 2 d'empreses de construcció, 1 d'una empresa de comerç i reparació d'automòbils, 2 d'empreses d'hostatgeria i restauració, 1 d'una empresa de serveis i 1 d'una empresa classificada com a «altres activitats de serveis».
Dels 4 establiments de servei als particulars que hi havia el 2009, 1 era un paleta, 1 guixaire pintor i 2 restaurants.
L'any 2000 a Saudoy hi havia 38 explotacions agrícoles que ocupaven un total de 861 hectàrees.

## Equipaments sanitaris i escolars
El 2009 hi havia una escola elemental integrada dins d'un grup escolar amb les comunes properes formant una escola dispersa.

## Poblacions més properes
El següent diagrama mostra les poblacions més properes.